# Тлумачув
Тлумачув (пол. Tłumaczów) — село в Польщі, у гміні Радкув Клодзького повіту Нижньосілезького воєводства.
Населення — 561 особа (2011).
У 1975-1998 роках село належало до Валбжиського воєводства.

## Демографія
Демографічна структура станом на 31 березня 2011 року:
|          | Загалом | Допрацездатний вік | Працездатний вік | Постпрацездатний вік |
| -------- | ------- | ------------------ | ---------------- | -------------------- |
| Чоловіки | 284     | 48                 | 205              | 31                   |
| Жінки    | 277     | 44                 | 173              | 60                   |
| Разом    | 561     | 92                 | 378              | 91                   |